# Michael Diserens
Michael Diserens es un deportista británico que compitió en remo. Ganó una medalla de plata en el Campeonato Mundial de Remo de 1988, en la prueba de cuatro sin timonel ligero.

## Palmarés internacional
| Campeonato Mundial | Campeonato Mundial | Campeonato Mundial | Campeonato Mundial        |
| Año                | Lugar              | Medalla            | Prueba                    |
| ------------------ | ------------------ | ------------------ | ------------------------- |
| 1988               | Milán (Italia)     | Medalla de plata   | Cuatro sin timonel ligero |